# Mesophylla macconnelli
Mesophylla macconnelli là một loài động vật có vú trong họ Dơi mũi lá, bộ Dơi. Loài này được Thomas mô tả năm 1901.
Đây là loài duy nhất trong chi. Loài dơi này sinh sống ở Trung và Nam Mỹ.